# Ferndale (Florida)
Ferndale es un lugar designado por el censo ubicado en el condado de Lake en el estado estadounidense de Florida. En el Censo de 2010 tenía una población de 472 habitantes y una densidad poblacional de 63,94 personas por km².

## Geografía
Ferndale se encuentra ubicado en las coordenadas 28°37′3″N 81°41′51″O / 28.61750, -81.69750. Según la Oficina del Censo de los Estados Unidos, Ferndale tiene una superficie total de 7.38 km², de la cual 7.03 km² corresponden a tierra firme y (4.81%) 0.35 km² es agua.

## Demografía
Según el censo de 2010, había 472 personas residiendo en Ferndale. La densidad de población era de 63,94 hab./km². De los 472 habitantes, Ferndale estaba compuesto por el 97.03% blancos, el 1.06% eran afroamericanos, el 0% eran amerindios, el 0.85% eran asiáticos, el 0% eran isleños del Pacífico, el 0.42% eran de otras razas y el 0.64% pertenecían a dos o más razas. Del total de la población el 4.66% eran hispanos o latinos de cualquier raza.